# 泰勒鎮區 (密蘇里州希科里縣)
泰勒鎮區（英語：Tyler Township）是位於美國密蘇里州希科里縣的一個行政鎮區。

## 地方資料
泰勒鎮區的面積為127.07平方千米，當中陸地面積為109.04平方千米，而水域面積為18.03平方千米。根據2020年美國人口普查的數據，當地共有人口1224人，而人口密度為每平方千米9.63人。